# Laura Elsa Tasada
Laura Elsa Fernández de Tasada fue una activista argentina por los derechos humanos, integrante de Madres de la Plaza 25 de Mayo y de la filial Rosario de Abuelas de Plaza de Mayo.
Fernández de Tasada tuvo cuatro hijos, de los cuales las mayores son Laura y Adriana Elsa Tasada (conocida como Pacuca o Gorda y nacida en Rosario el 27 de febrero de 1957). Fue secuestrada junto a su esposo Hugo Alberto Megna en Villa Gobernador Gálvez, el 4 de septiembre de 1977 cuando tenían 20 años. Al momento de su secuestro, tenían 20 años de edad y una pequeña hija llamada María Laura.

## Adriana Elsa Tasada de Megna y Hugo Alberto Megna
Hugo era empleado en una fábrica de esa ciudad y Adriana trabajaba en la Aduana de Rosario (entre 1975 y 1977). Perteneció a la organización Montoneros y desarrolló su actividad militante en la zona suroeste de la ciudad de Rosario.
El 4 de septiembre de 1977 el matrimonio y su pequeña hija fueron secuestrados en su domicilio en Villa Gobernador Gálvez. La niña fue ingresada como NN en el Juzgado de Menores. Tenía 9 meses de edad en ese momento, y solo después de 5 meses de búsqueda fue reconocida y recuperada. Sus padres continúan desaparecidos.

## Reconocimiento a su nieta
En noviembre de 2013 en una sentencia judicial sin precedentes, se le reconoció a María Laura Megna Tasada, abogada, el derecho a ocupar el cargo que tenía su madre en la Aduana, al momento de ser secuestrada.